# Estádio Municipal Orlando Batista Noveli
Estádio Municipal Orlando Batista Noveli – stadion piłkarski w Barueri, São Paulo (stan), Brazylia.
Stadion został zburzony w 2006 roku.